# The Voice of Italy (quinta edizione)
La quinta edizione di The Voice of Italy è stata trasmessa dal 22 marzo al 10 maggio 2018 per un totale di otto puntate, in prima serata in televisione su Rai 2 e in radio su Rai Radio 2. La conduzione è stata affidata a Costantino della Gherardesca. La vincitrice è stata Maryam Tancredi, concorrente del team Al Bano. Il programma è stato scritto da: Riccardo Sfondrini, Cristiano Rinaldi, Sabrina Mancini, Antonio Losito, Candido Francica, Sonia Soldera, Sergio Carfora, Alessandro D’Ottavi, Gaetano Cappa, Simone di Rosa, Ilaria Perazzo. 

## Cast e promo
Il 29 gennaio 2018 il direttore di Rai 2 Andrea Fabiano annuncia il ritorno del programma a due anni di distanza dall'ultima edizione. La giuria viene completamente rinnovata con il ritorno di J-Ax, già coach nella seconda e terza edizione, e tre coach nuovi: Al Bano, Cristina Scabbia e Francesco Renga.

## Team
Legenda:
- Vincitore
- Secondo classificato
- Terzo classificato
- Quarto classificato

- Eliminato ai Knock Out
- Eliminato nelle Battles
- Eliminato al Sing Off

- Barrato Eliminato dal proprio Coach e preso da un altro
- Corsivo Ripescato grazie allo STEAL

| Coach               | Coach            | Artisti           | Artisti            | Artisti             | Artisti                | Artisti             | Artisti           | Artisti              |
| ------------------- | ---------------- | ----------------- | ------------------ | ------------------- | ---------------------- | ------------------- | ----------------- | -------------------- |
|                     | Al Bano          | Maryam Tancredi   | Tekemaya           | Mara Sottocornola   | Raimondo Cataldo       | Michele Mirenna     | Selenia Stoppa    | Virginia Dioletta    |
| Sabrina Rocco       | Al Bano          | Stefania Calandra | Simona Marcelli    | Angela Semerano     | Aurelio Fierro JR      | Cinzia Carreri      | Dalise            |                      |
|                     | J-Ax             | Beatrice Pezzini  | Antonio Marino     | Riccardo Giacomini  | Andrea Tramacere       | Uramawashi          | Kimberly Madriaga | Roberto Tornabene    |
| Rosy Castello       | J-Ax             | Antonio Licari    | Deborah Xhako      | Virginia Mellino    | Ferdinando Biondi Vega | Angelica Paola Ibba | Angelica Peroni   |                      |
|                     | Cristina Scabbia | Andrea Butturini  | Elisabetta Eneh    | Alessandra Machella | Laura Ciriaco          | Alessio Parisi      | Marco Priotti     | Ylenia Aquilone      |
| Graziana Campanella | Cristina Scabbia | Mara Sottocornola | Asja Cresci        | Giovanni Saccà      | Claudia Illari         | Sabrina Rocco       | Antonio Marino    |                      |
|                     | Francesco Renga  | Asia Sagripanti   | Mirco Pio Coniglio | Deborah Xhako       | Marica Fortugno        | Annalisa Perlini    | Mirko Carnevali   | Michelangelo Falcone |
| Daniele Gentile     | Francesco Renga  | Laura Ciriaco     | Alberto Lionetti   | Angelica Peroni     | Giovanni Saccà         | Virginia Mellino    | Antonello Carozza |                      |

## Blind Auditions
Novità di quest'edizione è il meccanismo del Block, introdotto anche nella quattordicesima edizione della versione statunitense del programma. Ogni coach può bloccare uno dei suoi avversari, impedendogli di essere scelto dall'artista per il quale aveva premuto il bottone "I WANT YOU". I coach hanno a disposizione un solo Block per tutte le Blind Auditions.
Legenda:
- Il coach preme il bottone "I want you"
- L'artista è eliminato perché nessun coach preme il bottone "I want you"
- L'artista viene scelto per far parte della squadra di questo coach
- L'artista sceglie di far parte della squadra di questo coach

- Block esercitato da Al Bano
- Block esercitato da Cristina Scabbia
- Block esercitato da J-Ax
- Block esercitato da Francesco Renga

### Prima puntata
Nella prima puntata i coach si sono esibiti in A Little Less Conversation di Elvis Presley. 
| Ordine | Artista (età)                                                      | Canzone (cantante originale)                  | Scelte di coach e/o artisti | Scelte di coach e/o artisti | Scelte di coach e/o artisti | Scelte di coach e/o artisti |
| Ordine | Artista (età)                                                      | Canzone (cantante originale)                  | Al Bano                     | Cristina Scabbia            | J-Ax                        | Francesco Renga             |
| ------ | ------------------------------------------------------------------ | --------------------------------------------- | --------------------------- | --------------------------- | --------------------------- | --------------------------- |
| 1      | Asia Sagripanti (19)                                               | Careless Whisper (George Michael)             |                             |                             |                             |                             |
| 2      | Andrea Tramacere (20)                                              | Cake by the Ocean (DNCE)                      |                             |                             |                             |                             |
| 3      | Mirko Carnevali (33)                                               | Smells Like Teen Spirit (Nirvana)             |                             |                             | -                           |                             |
| 4      | Tekemaya (vero nome: Francesco Bovino) (41)                        | Quizás, Quizás, Quizás (Osvaldo Farrés)       |                             | -                           | -                           |                             |
| 5      | Beatrice Pezzini (21)                                              | Nessun dolore (Lucio Battisti)                |                             |                             |                             |                             |
| 6      | Antonio Della Ragione (18)                                         | Dubbi non ho (Pino Daniele)                   | -                           | -                           | -                           | -                           |
| 7      | Andrea Butturini (23)                                              | Dentro Marilyn (Afterhours)                   | -                           |                             | -                           |                             |
| 8      | Maryam Tancredi (18)                                               | È la mia vita (Al Bano)                       |                             |                             |                             |                             |
| 9      | Alessio Parisi (19)                                                | Impossible (Shontelle)                        | -                           |                             | -                           | -                           |
| 10     | Kimberly Madriaga (18)                                             | Look at Me Now (Chris Brown)                  | -                           |                             |                             |                             |
| 11     | Antonio Licari (18)                                                | Vedrai, vedrai (Luigi Tenco)                  |                             |                             |                             |                             |
| 12     | Jasmine Terrell (22)                                               | Love Don't Cost a Thing (Jennifer Lopez)      | -                           | -                           | -                           | -                           |
| 13     | Ylenia Aquilone (23)                                               | Addicted to You (Avicii)                      | -                           |                             | -                           |                             |
| 14     | Marica Fortugno (20)                                               | La musica non c'è (Coez)                      |                             |                             | -                           |                             |
| 15     | Virginia Veronesi (26)                                             | Pack Up (Eliza Doolittle)                     | -                           | -                           | -                           | -                           |
| 16     | Dario Marroccu (19)                                                | The Power of Love (Frankie Goes to Hollywood) | -                           | -                           | -                           | -                           |
| 17     | Family Business (Vero nome: Alessandro Tuvo e Carolina Bertelegni) | In the End (Linkin Park)                      | -                           | -                           | -                           | -                           |
| 18     | Aurelio Fierro JR (41)                                             | Futura (Lucio Dalla)                          |                             |                             | -                           |                             |

### Seconda puntata
| Ordine | Artista (età)             | Canzone (cantante originale)                    | Scelte di coach e/o artisti | Scelte di coach e/o artisti | Scelte di coach e/o artisti | Scelte di coach e/o artisti |
| Ordine | Artista (età)             | Canzone (cantante originale)                    | Al Bano                     | Cristina Scabbia            | J-Ax                        | Francesco Renga             |
| ------ | ------------------------- | ----------------------------------------------- | --------------------------- | --------------------------- | --------------------------- | --------------------------- |
| 1      | Elisabetta Eneh (31)      | Rome Wasn't Built in a Day (Morcheeba)          |                             |                             |                             |                             |
| 2      | Riccardo Giacomini (27)   | Can't Hold Us (Macklemore & Ryan Lewis)         | -                           |                             |                             | -                           |
| 3      | Giuliana Cascone (17)     | Complicated (Avril Lavigne)                     | -                           | -                           | -                           | -                           |
| 4      | Antonio Marino (35)       | Who's Lovin' You (The Miracles)                 |                             |                             |                             |                             |
| 5      | Virginia Dioletta (22)    | Rise Up (Andra Day)                             |                             | -                           | -                           | -                           |
| 6      | Saverio Martucci (33)     | Shape of My Heart (Sting)                       | -                           | -                           | -                           | -                           |
| 7      | Cinzia Carreri (28)       | The Girl In 14G (Jeanine Tesori & Dick Scanlan) |                             | -                           | -                           |                             |
| 8      | Angelica Paola Ibba (16)  | Issues (Julia Michaels)                         |                             |                             |                             |                             |
| 9      | Stella Grillo (18)        | Lost on You (LP)                                | -                           | -                           | -                           | -                           |
| 10     | Alessio Torri (21)        | Paradise City (Guns N' Roses)                   | -                           | -                           | -                           | -                           |
| 11     | Ruben Mendes (29)         | Versace on the Floor (Bruno Mars)               | -                           | -                           | -                           | -                           |
| 12     | Daniela Pobega (36)       | Let It Go (Idina Menzel)                        | -                           | -                           | -                           | -                           |
| 13     | Graziana Campanella (27)  | I Miss the Misery (Halestorm)                   |                             |                             | -                           | -                           |
| 14     | Michelangelo Falcone (17) | La nuova stella di Broadway (Cesare Cremonini)  |                             |                             | -                           |                             |
| 15     | Angelica Peroni (23)      | Black Widow (Iggy Azalea)                       | -                           |                             |                             | -                           |
| 16     | Alessandra Machella (32)  | Andiamo a comandare (Fabio Rovazzi)             | -                           |                             |                             | -                           |
| 17     | Selenia Stoppa (26)       | Me so 'mbriacato (Mannarino)                    |                             |                             |                             | -                           |
| 18     | Simona Marcelli (20)      | As Long as You Love Me (Justin Bieber)          |                             | -                           | -                           | -                           |
| 19     | Antonello Carozza (32)    | Neutron Star Collision (Muse)                   | -                           |                             | -                           |                             |

### Terza puntata
| Ordine | Artista (età)                                                  | Canzone (cantante originale)                              | Scelte di coach e/o artisti | Scelte di coach e/o artisti | Scelte di coach e/o artisti | Scelte di coach e/o artisti |
| Ordine | Artista (età)                                                  | Canzone (cantante originale)                              | Al Bano                     | Cristina Scabbia            | J-Ax                        | Francesco Renga             |
| ------ | -------------------------------------------------------------- | --------------------------------------------------------- | --------------------------- | --------------------------- | --------------------------- | --------------------------- |
| 1      | Raimondo Cataldo (26)                                          | I Can't Stand the Rain (Tina Turner)                      |                             | -                           |                             | -                           |
| 2      | Mara Sottocornola (31)                                         | The Waves (Elisa)                                         |                             |                             |                             |                             |
| 3      | Francesco Amato (41)                                           | Sunday Morning (Maroon 5)                                 | -                           | -                           | -                           | -                           |
| 4      | Virginia Mellino (18)                                          | California Dreamin' (The Mamas & the Papas)               |                             | -                           | -                           |                             |
| 5      | Claudia Illari (28)                                            | Rather Be (Clean Bandit ft. Jess Glynne)                  | -                           |                             | -                           | -                           |
| 6      | Sabrina Rocco (19)                                             | I Am Changing (Jennifer Hudson)                           |                             |                             | -                           |                             |
| 7      | Uramawashi (vero nome: Gaia Miolla e Nicolò Restaini) (17, 21) | Riptide (Vance Joy)                                       | -                           |                             |                             | -                           |
| 8      | Laura Ciriaco (33)                                             | Human (Rag'n'Bone Man)                                    | -                           |                             | -                           |                             |
| 9      | Giuseppe Leoni (20)                                            | Sign of the Times (Harry Styles)                          | -                           | -                           | -                           | -                           |
| 10     | Giovanni Saccà (23)                                            | Who Wants to Live Forever (Queen)                         | -                           | -                           | -                           |                             |
| 11     | Dalise (vero nome: Maria Teresa D'Alise) (33)                  | What About Us (Pink)                                      |                             | -                           | -                           |                             |
| 12     | Mattia Mitrugno (18)                                           | Portami via (Fabrizio Moro)                               | -                           | -                           | -                           | -                           |
| 13     | Daniele Gentile (18)                                           | You Are My Destiny (Paul Anka)                            | -                           | -                           | -                           |                             |
| 14     | Rosy Castello (19)                                             | Feeling Good (Cy Grant)                                   | -                           | -                           |                             | -                           |
| 15     | Arianna Palazzetti (22)                                        | Runnin' (Naughty Boy ft. Beyoncé)                         | -                           | -                           | -                           | -                           |
| 16     | Stefania Calandra (50)                                         | Tango romano (Ettore Petrolini)                           |                             |                             |                             |                             |
| 17     | Mattia Lappano (23)                                            | Over My Shoulder (Mike + The Mechanics)                   | -                           | -                           | -                           | -                           |
| 18     | Salvatore Muschio (36)                                         | Che coss'è l'amor (Vinicio Capossela)                     | -                           | -                           | -                           | -                           |
| 19     | Imen El Alami (20)                                             | Come neve (Giorgia ft. Marco Mengoni)                     | -                           | -                           | -                           | -                           |
| 20     | Alberto Lionetti (19)                                          | Blurred Lines (Robin Thicke ft. T.I. & Pharrell Williams) | -                           | -                           | -                           |                             |

### Quarta puntata
| Ordine | Artista (età)               | Canzone (cantante originale)                         | Scelte di coach e/o artisti | Scelte di coach e/o artisti | Scelte di coach e/o artisti | Scelte di coach e/o artisti |
| Ordine | Artista (età)               | Canzone (cantante originale)                         | Al Bano                     | Cristina Scabbia            | J-Ax                        | Francesco Renga             |
| ------ | --------------------------- | ---------------------------------------------------- | --------------------------- | --------------------------- | --------------------------- | --------------------------- |
| 1      | Deborah Xhako (20)          | River (Bishop Briggs)                                |                             |                             |                             |                             |
| 2      | Annalisa Perlini (20)       | Il mondo prima di te (Annalisa)                      | -                           | -                           | -                           |                             |
| 3      | Alessandra Tumolillo (17)   | Royals (Lorde)                                       | -                           | -                           | -                           | -                           |
| 4      | Roberto Tornabene (16)      | River (Eminem ft. Ed Sheeran)                        | -                           | -                           |                             |                             |
| 5      | Andrea Lunghi (23)          | ...Baby One More Time (Britney Spears)               | -                           | -                           | -                           | -                           |
| 6      | Asja Cresci (18)            | Bang Bang (Jessie J ft. Ariana Grande & Nicki Minaj) | -                           |                             | -                           | -                           |
| 7      | Angela Semerano (25)        | Take Me Home (Jess Glynne)                           |                             | -                           | -                           | -                           |
| 8      | Mirco Pio Coniglio (20)     | Piccola anima (Ermal Meta ft. Elisa)                 |                             |                             |                             |                             |
| 9      | Elvira Martina Romeo (20)   | New Rules (Dua Lipa)                                 | -                           | -                           | -                           | N.D.                        |
| 10     | Daniele Secci (25)          | What a Wonderful World (Joey Ramone)                 | -                           | -                           | -                           | N.D.                        |
| 11     | Claudia Sciortino (19)      | Una finestra tra le stelle (Annalisa)                | -                           | -                           | -                           | N.D.                        |
| 12     | Sara Russo (18)             | Psycho Killer (Talking Heads)                        | -                           | -                           | -                           | N.D.                        |
| 13     | Gisella Cozzo (51)          | I Feel Good, I Feel Fine (Gisella Cozzo)             | -                           | -                           | -                           | N.D.                        |
| 14     | Michele Mirenna (27)        | Vento di passione (Pino Daniele ft. Giorgia)         |                             |                             | -                           | N.D.                        |
| 15     | Sara Altobelli (25)         | Highway to Hell (AC/DC)                              | N.D.                        | -                           | -                           | N.D.                        |
| 16     | Marinella Cavolina (33)     | Perdere l'amore (Massimo Ranieri)                    | N.D.                        | -                           | -                           | N.D.                        |
| 17     | Roberta Genna (25)          | Don't Know Why (Norah Jones)                         | N.D.                        | -                           | -                           | N.D.                        |
| 18     | Ferdinando Biondi Vega (30) | Strange World (Ké)                                   | N.D.                        |                             |                             | N.D.                        |
| 19     | Valentina Pinto (26)        | Shape of You (Ed Sheeran)                            | N.D.                        | -                           | N.D.                        | N.D.                        |
| 20     | Pietro Gandetto (35)        | Il mare calmo della sera (Andrea Bocelli)            | N.D.                        | -                           | N.D.                        | N.D.                        |
| 21     | Beatrice Caravaggio (20)    | Love Song (Sara Bareilles)                           | N.D.                        | -                           | N.D.                        | N.D.                        |
| 22     | Marco Priotti (31)          | Radioactive (Imagine Dragons)                        | N.D.                        |                             | N.D.                        | N.D.                        |

| coach            | totale buzz | scelte | buzz da solo | rifiuti | no buzz | % rifiuti/buzz |
| ---------------- | ----------- | ------ | ------------ | ------- | ------- | -------------- |
| Al Bano          | 28          | 8      | 4            | 16      | 43      | 57,14%         |
| Cristina Scabbia | 34          | 7      | 5            | 21      | 45      | 61,76%         |
| J-Ax             | 22          | 11     | 1            | 9       | 53      | 40,91%         |
| Francesco Renga  | 31          | 7      | 5            | 17      | 34      | 54,84%         |

## Knock Out
Legenda
- Vincitore della sfida
- Artista eliminato dal proprio coach
- Artista eliminato dal proprio coach ma salvato dallo STEAL
- Coach che preme il pulsante STEAL
- L'artista viene scelto per far parte della squadra di questo coach
- L'artista sceglie di far parte della squadra di questo coach

In questa fase i coach hanno potuto utilizzare lo STEAL per far entrare nel proprio team un artista eliminato dagli avversari. Ogni coach aveva a disposizione un numero illimitato di Steal, ma con un solo posto di ripescaggio. Il talento "rubato" andava così a sostituire l'ultimo precedentemente ripescato dallo stesso coach.

### Quinta puntata
| Ordine | Coach            | Artisti                | Canzone (cantante originale)                    | STEAL   | STEAL   | STEAL | STEAL |
| Ordine | Coach            | Artisti                | Canzone (cantante originale)                    | Al Bano | Scabbia | J-Ax  | Renga |
| ------ | ---------------- | ---------------------- | ----------------------------------------------- | ------- | ------- | ----- | ----- |
| 1      | J-Ax             | Angelica Peroni        | Ain't Nobody (Rufus ft. Chaka Khan)             | -       | -       | N.D.  |       |
| 1      | J-Ax             | Riccardo Giacomini     | Amor de mi vida (Sottotono)                     | -       | -       | N.D.  | -     |
| 1      | J-Ax             | Angelica Paola Ibba    | Break Free (Ariana Grande)                      | -       | -       | N.D.  | -     |
| 1      | J-Ax             | Ferdinando Biondi Vega | Una vita in vacanza (Lo Stato Sociale)          | -       | -       | N.D.  | -     |
| 2      | Al Bano          | Tekemaya               | Un anno d'amore (Mina)                          | N.D.    | -       | -     | -     |
| 2      | Al Bano          | Dalise                 | Roar (Katy Perry)                               | N.D.    | -       | -     | -     |
| 2      | Al Bano          | Cinzia Carreri         | Contessa (Decibel)                              | N.D.    | -       | -     | -     |
| 2      | Al Bano          | Aurelio Fierro JR      | Oh! Darling (The Beatles)                       | N.D.    | -       | -     | -     |
| 3      | Francesco Renga  | Antonello Carozza      | Castle on the Hill (Ed Sheeran)                 | -       | -       | -     | N.D.  |
| 3      | Francesco Renga  | Virginia Mellino       | Ex's & Oh's (Elle King)                         | -       | -       |       | N.D.  |
| 3      | Francesco Renga  | Mirco Pio Coniglio     | La descrizione di un attimo (Tiromancino)       | -       | -       | -     | N.D.  |
| 3      | Francesco Renga  | Giovanni Saccà         | Tutti i colori della mia vita (Zucchero)        | -       |         | -     | N.D.  |
| 4      | Cristina Scabbia | Antonio Marino         | Master of the Wind (Manowar)                    | -       | N.D.    |       | -     |
| 4      | Cristina Scabbia | Sabrina Rocco          | Say Something (Justin Timberlake)               |         | N.D.    | -     | -     |
| 4      | Cristina Scabbia | Claudia Illari         | Green Light (Lorde)                             | -       | N.D.    | -     | -     |
| 4      | Cristina Scabbia | Elisabetta Eneh        | Crazy (Gnarls Barkley)                          | -       | N.D.    | -     | -     |
| 5      | J-Ax             | Deborah Xhako          | Bambola (Betta Lemme)                           | -       | -       | N.D.  |       |
| 5      | J-Ax             | Andrea Tramacere       | I Believe in a Thing Called Love (The Darkness) | -       | -       | N.D.  | -     |
| 5      | J-Ax             | Antonio Licari         | L'estate di John Wayne (Raphael Gualazzi)       | -       | -       | N.D.  | -     |
| 5      | J-Ax             | Rosy Castello          | Pillowtalk (Zayn)                               | -       | -       | N.D.  | -     |
| 6      | Francesco Renga  | Alberto Lionetti       | Don't Worry (Madcon)                            | -       | -       | -     | N.D.  |
| 6      | Francesco Renga  | Laura Ciriaco          | La mia città (Emma)                             | -       |         | -     | N.D.  |
| 6      | Francesco Renga  | Daniele Gentile        | Rude (Magic!)                                   | -       | -       | -     | N.D.  |
| 6      | Francesco Renga  | Asia Sagripanti        | Sweet Child o' Mine (Guns N' Roses)             | -       | -       | -     | N.D.  |

### Sesta puntata
| Ordine | Coach            | Artisti              | Canzone (cantante originale)                                      | STEAL   | STEAL   | STEAL | STEAL |
| Ordine | Coach            | Artisti              | Canzone (cantante originale)                                      | Al Bano | Scabbia | J-Ax  | Renga |
| ------ | ---------------- | -------------------- | ----------------------------------------------------------------- | ------- | ------- | ----- | ----- |
| 1      | J-Ax             | Roberto Tornabene    | The Power of Love (Huey Lewis and the News)                       | -       | -       | N.D.  | -     |
| 1      | J-Ax             | Kimberly Madriaga    | Maria Antonietta (Priestess)                                      | -       | -       | N.D.  | -     |
| 1      | J-Ax             | Uramawashi           | You're the One That I Want (John Travolta ft. Olivia Newton-John) | -       | -       | N.D.  | -     |
| 1      | J-Ax             | Beatrice Pezzini     | Beautiful (Christina Aguilera)                                    | -       | -       | N.D.  | -     |
| 2      | Al Bano          | Angela Semerano      | Bird Set Free (Sia)                                               | N.D.    | -       | -     | -     |
| 2      | Al Bano          | Raimondo Cataldo     | It's a Man's Man's Man's World (James Brown)                      | N.D.    | -       | -     | -     |
| 2      | Al Bano          | Simona Marcelli      | Power (Little Mix)                                                | N.D.    | -       | -     | -     |
| 2      | Al Bano          | Stefania Calandra    | Monna Lisa (Ivan Graziani)                                        | N.D.    | -       | -     | -     |
| 3      | Cristina Scabbia | Asja Cresci          | Starships (Nicki Minaj)                                           | -       | N.D.    | -     | -     |
| 3      | Cristina Scabbia | Mara Sottocornola    | Cornflake Girl (Tori Amos)                                        |         | N.D.    | -     |       |
| 3      | Cristina Scabbia | Andrea Butturini     | Amore che vieni, amore che vai (Fabrizio De André)                | -       | N.D.    | -     | -     |
| 3      | Cristina Scabbia | Graziana Campanella  | Living After Midnight (Judas Priest)                              | -       | N.D.    | -     | -     |
| 4      | Francesco Renga  | Michelangelo Falcone | She's on My Mind (JP Cooper)                                      | -       | -       | -     | N.D.  |
| 4      | Francesco Renga  | Mirko Carnevali      | How You Remind Me (Nickelback)                                    | -       | -       | -     | N.D.  |
| 4      | Francesco Renga  | Marica Fortugno      | Senza fare sul serio (Malika Ayane)                               | -       | -       | -     | N.D.  |
| 4      | Francesco Renga  | Annalisa Perlini     | Tutta colpa mia (Elodie)                                          | -       | -       | -     | N.D.  |
| 5      | Al Bano          | Virginia Dioletta    | No Roots (Alice Merton)                                           | N.D.    | -       | -     | -     |
| 5      | Al Bano          | Selenia Stoppa       | Albachiara (Vasco Rossi)                                          | N.D.    | -       | -     | -     |
| 5      | Al Bano          | Maryam Tancredi      | Leave a Light On (Tom Walker)                                     | N.D.    | -       | -     | -     |
| 5      | Al Bano          | Michele Mirenna      | Altrove (Morgan)                                                  | N.D.    | -       | -     | -     |
| 6      | Cristina Scabbia | Ylenia Aquilone      | Un amore così grande (Claudio Villa)                              | -       | N.D.    | -     | -     |
| 6      | Cristina Scabbia | Marco Priotti        | Girl, You'll Be a Woman Soon (Neil Diamond)                       | -       | N.D.    | -     | -     |
| 6      | Cristina Scabbia | Alessio Parisi       | Walk on Water (Thirty Seconds to Mars)                            | -       | N.D.    | -     | -     |
| 6      | Cristina Scabbia | Alessandra Machella  | Quali alibi (Daniele Silvestri)                                   | -       | N.D.    | -     | -     |

#### Steal
Legenda
- Artista entrato nel team del nuovo coach
- Artista precedentemente ripescato, in seguito eliminato

| Coach            | Artista (Coach precedente)           |
| ---------------- | ------------------------------------ |
| Al Bano          | Sabrina Rocco (Cristina Scabbia)     |
| Al Bano          | Mara Sottocornola (Cristina Scabbia) |
| Cristina Scabbia | Giovanni Saccà (Francesco Renga)     |
| Cristina Scabbia | Laura Ciriaco (Francesco Renga)      |
| J-Ax             | Virginia Mellino (Francesco Renga)   |
| J-Ax             | Antonio Marino (Cristina Scabbia)    |
| Francesco Renga  | Angelica Peroni (J-Ax)               |
| Francesco Renga  | Deborah Xhako (J-Ax)                 |

## Battles
Legenda
- Vincitore della Battle
- Artista eliminato nelle Battles
- Artista finalista
- Artista eliminato al Sing Off

### Semifinale
Esibizione dei coach: I quattro coach si esibiscono in un medley dei loro brani: Heaven's a Lie dei Lacuna Coil per Cristina Scabbia, Miss & Mr Hyde per J-Ax, Nuova luce per Francesco Renga e Nel sole per Al Bano.

#### Round 1 - Battles
In questo primo round due talenti per team si scontrano su uno stesso pezzo assegnato dal coach, che alla fine dovrà scegliere il vincitore della battaglia mandando in totale due dei propri quattro semifinalisti al Sing Off, il round finale.
| Ordine | Coach            | Artisti            | Artisti             | Canzone (cantante originale)                                       |
| ------ | ---------------- | ------------------ | ------------------- | ------------------------------------------------------------------ |
| 1      | Al Bano          | Raimondo Cataldo   | Tekemaya            | Reach Out I'll Be There (Four Tops)                                |
| 2      | Cristina Scabbia | Elisabetta Eneh    | Laura Ciriaco       | Sisters Are Doin' It for Themselves (Eurythmics e Aretha Franklin) |
| 3      | J-Ax             | Andrea Tramacere   | Antonio Marino      | More Than a Feeling (Boston)                                       |
| 4      | Francesco Renga  | Asia Sagripanti    | Marica Fortugno     | Ciao (Vasco Rossi)                                                 |
| 5      | Al Bano          | Mara Sottocornola  | Maryam Tancredi     | Skyfall (Adele)                                                    |
| 6      | Cristina Scabbia | Andrea Butturini   | Alessandra Machella | Così sbagliato (Le Vibrazioni)                                     |
| 7      | J-Ax             | Beatrice Pezzini   | Riccardo Giacomini  | I'll Be Missing You (Puff Daddy ft. Faith Evans)                   |
| 8      | Francesco Renga  | Mirco Pio Coniglio | Deborah Xhako       | La risposta (Samuel)                                               |

#### Round 2 - Sing Off
In quest'ultimo round i due semifinalisti per team che hanno vinto alle Battles si scontrano cantando la canzone che hanno portato alle Blind Auditions: spetterà sempre al coach scegliere il vincitore. Alla fine i coach avranno un finalista a testa.
| Ordine | Coach            | Artisti            | Canzone (cantante originale)            | Canzone (cantante originale)            |
| ------ | ---------------- | ------------------ | --------------------------------------- | --------------------------------------- |
| 1      | Al Bano          | Tekemaya           | Quizás, Quizás, Quizás (Osvaldo Farrés) | Quizás, Quizás, Quizás (Osvaldo Farrés) |
| 2      | Al Bano          | Maryam Tancredi    | È la mia vita (Al Bano)                 | È la mia vita (Al Bano)                 |
| 3      | Cristina Scabbia | Elisabetta Eneh    | Rome Wasn't Built in a Day (Morcheeba)  | Rome Wasn't Built in a Day (Morcheeba)  |
| 4      | Cristina Scabbia | Andrea Butturini   | Dentro Marilyn (Afterhours)             | Dentro Marilyn (Afterhours)             |
| 5      | J-Ax             | Antonio Marino     | Who's Lovin' You (The Miracles)         | Who's Lovin' You (The Miracles)         |
| 6      | J-Ax             | Beatrice Pezzini   | Nessun dolore (Lucio Battisti)          | Nessun dolore (Lucio Battisti)          |
| 7      | Francesco Renga  | Asia Sagripanti    | Careless Whisper (George Michael)       | Careless Whisper (George Michael)       |
| 8      | Francesco Renga  | Mirco Pio Coniglio | Piccola anima (Ermal Meta ft. Elisa)    | Piccola anima (Ermal Meta ft. Elisa)    |

## Finale

### Live Show
La finale è andata in onda il 10 maggio 2018. Nel corso della semifinale, il presentatore Costantino Della Gherardesca ufficializzerà l'apertura di un televoto nel quale tramite il canale YouTube ufficiale del programma, veniva dato un vantaggio al concorrente con il video con più visualizzazioni, chiuso poi al termine della prima fase della finale. Sarà riaperto poi altre due volte, sino alla proclamazione di The Voice of Italy 2018.
Ospiti: Betta Lemme, Mihail

Canzoni cantate dagli ospiti: Who You Are (Mihail), Bambola (Betta Lemme con Beatrice Pezzini, Andrea Butturini e Maryam Tancredi)
Prima fase
- Concorrente che passa alla seconda fase
- Quarto classificato

| Ordine | Coach            | Artista          | Cover (cantante originale)                    | Esibizione con il coach (cantante originale)             | Inedito           | Televoto (%) | Bonus YouTube | Televoto finale combinato (%) |
| ------ | ---------------- | ---------------- | --------------------------------------------- | -------------------------------------------------------- | ----------------- | ------------ | ------------- | ----------------------------- |
| 1      | J-Ax             | Beatrice Pezzini | I Wanna Dance with Somebody (Whitney Houston) | Piccole cose (J-Ax e Fedez ft. Alessandra Amoroso)       | Arriverà l'estate | 24,36%       |               | 29,36%                        |
| 2      | Cristina Scabbia | Andrea Butturini | Dream On (Aerosmith)                          | Under Pressure (Queen e David Bowie)                     | La risposta       | 19,59%       |               | 19,59%                        |
| 3      | Francesco Renga  | Asia Sagripanti  | Con il nastro rosa (Lucio Battisti)           | L'amore altrove (Francesco Renga ft. Alessandra Amoroso) | Gravità           | 12,14%       |               | 12,14%                        |
| 4      | Al Bano          | Maryam Tancredi  | No (Meghan Trainor)                           | The Prayer (Céline Dion e Andrea Bocelli)                | Una buona idea    | 43,91%       |               | 43,91%                        |

Seconda fase
- Concorrente che passa alla terza fase
- Terzo classificato

| Ordine | Coach            | Artista          | Esibizione con l'ospite (cantante originale) | Canzone (cantante originale)    | Televoto seconda fase (%) | Televoto finale combinato (%) |
| ------ | ---------------- | ---------------- | -------------------------------------------- | ------------------------------- | ------------------------- | ----------------------------- |
| 1      | J-Ax             | Beatrice Pezzini | Bambola (Betta Lemme)                        | Million Reasons (Lady Gaga)     | 27,73%                    | 27,15%                        |
| 2      | Cristina Scabbia | Andrea Butturini | Bambola (Betta Lemme)                        | In My Blood (Shawn Mendes)      | 23,23%                    | 22,57%                        |
| 3      | Al Bano          | Maryam Tancredi  | Bambola (Betta Lemme)                        | Ho difeso il mio amore (Nomadi) | 51,04%                    | 50,28%                        |

Terza fase
- Vincitore
- Secondo classificato

| Ordine | Coach   | Artista          | Canzone (cantante originale)         | Televoto terza fase (%) | Televoto finale combinato (%) |
| ------ | ------- | ---------------- | ------------------------------------ | ----------------------- | ----------------------------- |
| 1      | J-Ax    | Beatrice Pezzini | La tua ragazza sempre (Irene Grandi) | 35,50%                  | 35,19%                        |
| 2      | Al Bano | Maryam Tancredi  | Too Good at Goodbyes (Sam Smith)     | 64,50%                  | 64,81%                        |

## Ascolti
| Puntata | Puntata              | Data           | Telespettatori | Share  |
| ------- | -------------------- | -------------- | -------------- | ------ |
| 1       | Blind Audition 1     | 22 marzo 2018  | 2.465.000      | 10,28% |
| 2       | Blind Audition 2     | 29 marzo 2018  | 2.329.000      | 10,24% |
| 3       | Blind Audition 3     | 5 aprile 2018  | 2.148.000      | 9,04%  |
| 4       | Blind Audition 4     | 12 aprile 2018 | 2.327.000      | 9,99%  |
| 5       | Knock Out 1          | 19 aprile 2018 | 1.874.000      | 8,53%  |
| 6       | Knock Out 2          | 26 aprile 2018 | 1.928.000      | 8,78%  |
| 7       | Battles - Semifinale | 3 maggio 2018  | 2.004.000      | 9,30%  |
| 8       | Finale               | 10 maggio 2018 | 1.750.000      | 9,98%  |
| Media   | Media                | Media          | 2.103.000      | 9,52%  |

## Radio
Le puntate dell'edizione sono state commentate in diretta su Rai Radio 2 da Ema Stokholma, Gino Castaldo, Claudio Di Biagio e Lory Del Santo nel programma intitolato The Voice of Radio2.

## Curiosità
- Mirco Pio Coniglio (Team Renga) ha partecipato alle prime due edizioni di Io canto.

- Antonio Marino (Team Scabbia e poi team J-Ax) ha partecipato alla prima edizione di X Factor. Nel 2020 ha ha partecipato alla Terza Edizione di All Together Now, arrivando in finale.

- Andrea Butturini (Team Scabbia) ha partecipato alla settima edizione di X Factor venendo eliminato agli Home visit.

- Antonio Licari (Team J-Ax), Maryam Tancredi (Team Al Bano) e Beatrice Pezzini (Team J-Ax) hanno partecipato a Ti lascio una canzone.

- Angela Semerano (Team Al Bano) ha partecipato alla dodicesima edizione di Amici venendo eliminata durante la terza puntata del serale.

- Ruben Mendes, che non ha conquistato alcun giudice alle Blind Auditions, ha partecipato alla dodicesima edizione di Amici.

- Mara Sottocornola (Team Scabbia e Team Al Bano) ha partecipato alla sesta edizione di X Factor, ritirandosi però prima degli Home visit.

- Antonello Carozza (Team Renga) aveva partecipato alla 56ª edizione del Festival di Sanremo, nella categoria Giovani e alla quarta edizione di Amici; è inoltre tra gli autori del brano Musica che resta de Il Volo che ha partecipato alla 69ª edizione del Festival di Sanremo, raggiungendo il terzo posto. Nel 2018 ha preso parte alla Sesta Edizione di The Voice Russia, venendo eliminato nei quarti di finale.

- Alessandra Machella (Team Scabbia) ha partecipato alla nona edizione di X Factor venendo eliminata ai Bootcamp.

- Giovanni Saccà (Team Renga e Team Scabbia) ha partecipato alla Seconda Edizione di All Together Now, dove è arrivato in finale.

- Michelangelo Falcone (Team Renga) è arrivato tra i migliori sei nella finale della Quarta Edizione di All Together Now.

- Beatrice Pezzini (Team J-Ax) ha preso parte alle Blind Auditions della Seconda Edizione, più precisamente nella quarta puntata, ma nessuno dei giudici si era girato per lei.

- Maria Teresa D'Alise (Team Al Bano) ha partecipato alla Prima Edizione di X Factor, venendo eliminata nella prima puntata dei Live Shows nella categoria 16-24.